# Адонирам
Адонирам (др.-евр. אדנירם‬, др.-евр. אֲדֹנִירָם בֶּן עַבְדָּא‬, также Адорам, Гадорам; «Бог возвышен», гематрия 865, номер Стронга — 141) — имя библейского происхождения, встречается в Библии четыре раза.
Адонирам, сын Авды — министр налоговых сборов при царях Давиде, Соломоне и Ровоаме. Когда десять колен Израилевых восстали против Ровоама, царь послал Адонирама переговорщиком, но его побили камнями (3Цар. 4, 6; 5, 14; 12, 18).